# Туменська сільська рада
Ту́менська сільська́ ра́да — орган місцевого самоврядування в Дубровицькому районі Рівненської області. Адміністративний центр — село Тумень.

## Загальні відомості
- Туменська сільська рада утворена в 1939 році.
- Територія ради: 69,686 км²
- Населення ради: 1 462 особи (станом на 2001 рік)
- Територією ради протікає річка Горинь.

Туменська сільська рада припинила свою діяльність в 2021, та приєдналася до Висоцької сільської ради

## Населені пункти
Сільській раді підпорядковані населені пункти:
- с. Тумень
- с. Бродець
- с. Городище

## Населення
Станом на 1 січня 2011 року населення сільської ради становило 1244 особи. У 2017 році населення сільської ради становило 1348 осіб.
Згідно з переписом УРСР 1989 року чисельність наявного населення сільської ради становила 1616 осіб, з яких 801 чоловік та 815 жінок.
За переписом населення України 2001 року в сільській раді мешкало 1448 осіб.

### Мова
Розподіл населення за рідною мовою за даними перепису 2001 року:
| Мова       | Відсоток |
| ---------- | -------- |
| українська | 95,21 %  |
| білоруська | 3,42 %   |
| російська  | 1,23 %   |

### Вікова і статева структура
Структура жителів сільської ради за віком і статтю (станом на 2011 рік):
| Вік   | Чоловіків | Жінок | Разом |
| ----- | --------- | ----- | ----- |
| 0-17  | 128       | 122   | 250   |
| 18-39 | 188       | 151   | 339   |
| 40-59 | 158       | 147   | 305   |
| 60+   | 138       | 212   | 350   |
| Разом | 612       | 632   | 1244  |

### Соціально-економічні показники
| Працездатне населення | Працездатне населення | Працездатне населення | Працездатне населення | Працездатне населення | Працездатне населення | Непрацездатне населення | Непрацездатне населення | Непрацездатне населення | Непрацездатне населення | Непрацездатне населення | Непрацездатне населення | Все населення |
| Чоловіки              | Чоловіки              | Жінки                 | Жінки                 | Разом                 | Разом                 | Чоловіки                | Чоловіки                | Жінки                   | Жінки                   | Разом                   | Разом                   | 1244          |
| ос.                   | %                     | ос.                   | %                     | ос.                   | %                     | ос.                     | %                       | ос.                     | %                       | ос.                     | %                       | 1244          |
| --------------------- | --------------------- | --------------------- | --------------------- | --------------------- | --------------------- | ----------------------- | ----------------------- | ----------------------- | ----------------------- | ----------------------- | ----------------------- | ------------- |
| 348                   | 27                    | 312                   | 25                    | 660                   | 52                    | 146                     | 12                      | 245                     | 19                      | 391                     | 31                      | 1244          |

| Зайняті  | Зайняті  | Зайняті | Зайняті | Зайняті | Зайняті | Безробітні | Безробітні | Безробітні | Безробітні | Безробітні | Безробітні | Все населення |
| Чоловіки | Чоловіки | Жінки   | Жінки   | Разом   | Разом   | Чоловіки   | Чоловіки   | Жінки      | Жінки      | Разом      | Разом      | 1244          |
| ос.      | %        | ос.     | %       | ос.     | %       | ос.        | %          | ос.        | %          | ос.        | %          | 1244          |
| -------- | -------- | ------- | ------- | ------- | ------- | ---------- | ---------- | ---------- | ---------- | ---------- | ---------- | ------------- |
| 42       | 9        | 40      | 8       | 82      | 17      | 84         | 18         | 67         | 14         | 151        | 32         | 1244          |

| Дорослі | Діти | Пенсіонери | Інваліди Німецько-радянської війни | Учасники бойових дій | Інваліди всіх груп і категорій | Люди, які обслуговуються служб. соц. допом. на дому | Неповні сім'ї | Діти з неповних сімей | Багатодітні сім'ї | Діти з багатодітних сімей | Діти-інваліди | Діти-сироти | Одинокі багатодітні матері |
| ------- | ---- | ---------- | ---------------------------------- | -------------------- | ------------------------------ | --------------------------------------------------- | ------------- | --------------------- | ----------------- | ------------------------- | ------------- | ----------- | -------------------------- |
| 1056    | 253  | 530        | 3                                  | 5                    | 80                             | 52                                                  | 12            | 13                    | 28                | 89                        | 4             | 7           | 2                          |

### Вибори
Станом на 2011 рік кількість виборців становила 995 осіб.

## Склад ради
Рада складається з 16 депутатів та голови.
- Голова ради: Новік Алік Олександрович
- Секретар ради:

### Офіційні дані та нормативно-правові акти
- Паспорт Дубровицького району (станом на 1 січня 2011 року) (doc). Дубровицька районна рада. Архів оригіналу за 10 лютого 2015. Процитовано 16 жовтня 2019.